# كريمو
كريمو مسلسل كوميدي اجتماعي كويتي من إنتاج قناة فنون وقناة الراي.

## فريق الممثلين
من بطولة الفنانين داوود حسين وأحمد السلمان وطيف وأمل عباس وهبة الدري وحسين المهدي ومحمد الرمضان وشوق وبثينة الرئيسي ومبارك سلطان وغرور وعبد المحسن القفاص وهدى إبراهيم وحميد البلوشي وأحمد علي وضيوف الشرف زهرة الخرجي ويلدا وعبد الله بهمن، تأليف ضيف الله زيد وإخراج محمود الدوايمة.

## قصة المسلسل
يحكي مسلسل عن رجل تزوج من امرأتين الكويتية والإيرانية وتوفي وكانت المراة الكويتية وابنائها يكرهون ويحقدون من امرأة الثانية واحفادها مع ان امراة واحفادها لم يفعلوا للزوجة الأولى شيء وقد جاء رجل من إيران يدعى كريم كان خالد حفيد الوحيد لمرأة الثانية في بداية يكره خاله هو واخته صغيرة ولكنه بعد حادث بسيط من امرأة الثرية وغنية لكنها كبيرة السن ندم كثيرا على ما فعل بعائلته وذهب إلى منزل اعتذر من عائلته وبعدها تزوج خالد من امرأة الثرية والكبيرة السن وفي يوم زفافها توفيت وقد تحول خالد وعائلته من الفقر إلى الغنى بفضل هذه مرأة التي توفيت وتدعى (لولوة) وفي حلقة الأخيرة يصيب كريم بعد أن قام سالم الاخ اللأكبر لخالد والذي يحقد على عليه بإطلاق نار على كريم مما اصيب كريم وبعدها ندم سالم

## الممثلون
- محمد حسين طالبي.. السيد فرهنج
- شاهرخ جنكيزي.. السيدة زهراء أشرفي
- محمد حسين مهدويان.. السيد فرهنج
- هبة الدري.. في دور ليلى أكبر الخوات
- بثينة الرئيسي.. في دور فوز
- شوق.. في دور بدور اصغر الخوات
- أمل عباس.. في دور ام سالم الزوجة الأولى
- أحمد السلمان.. في دور سالم
- هدى ابراهيم.. في دور ريم زوجه سالم
- عبد المحسن القفاص.. في دور فيصل
- مبارك سلطان.. في دور العم أبو ناصر
- غرور.. في دور ام ناصر
- محمد الرمضان.. في دور ناصر
- زهرة الخرجي.. في دور لولوة
- حميد البلوشي.. في دور راشد
- يلدا.. في دور جولنار ابنه كريم

## روابط إضافية
- صفحة المسلسل على السينما